# اپلتون (واشینگتن)
اپلتون (به انگلیسی: Appleton) یک منطقهٔ مسکونی در ایالات متحده آمریکا است که در شهرستان کلیکیتات، واشینگتن واقع شده است. اپلتون ۷۰۷٫۱۴ متر بالاتر از سطح دریا واقع شده است.